# Dirck van Bergen
Dirck van Bergen, Dirck ook gespeld als Dirk, Van Bergen als Van den Bergen of Van (den) Berghen (Haarlem, ca. 1645 – Haarlem (?), na 1690) was een Noord-Nederlands schilder en tekenaar uit de Nederlandse Gouden Eeuw.

## Leven en werk
Er is weinig bekend over het leven van Van Bergen. Volgens Arnold Houbraken was hij een leerling van de Amsterdamse schilder Adriaen van de Velde, wiens stijl hij overnam. Een groot deel van zijn leven heeft hij gewerkt als kunstschilder in Haarlem. Van Bergen zou in de periode 1672/1673 hebben gewerkt in Engeland in dienst van de Graaf van Lauderdale. Door een gebrek aan succes keerde hij terug naar zijn geboortestad. Hier was hij lid van het plaatselijke Sint-Lucasgilde. 
Van Bergen werd goed betaald voor zijn werk. Maar door zijn levensstijl gaf hij dit geld snel weer uit. Na zijn dood moesten zijn vrienden een geldinzamelingsactie organiseren om zijn begrafenis te kunnen bekostigen. Hij stierf tussen 1690 en 1703. 
Van Bergen schilderde voornamelijk landschappen, vaak met herders en vee. Hij werd nagevolgd door de Duitse schilder Wilhelm von Kobell.

## Lijst van werken
| Titel                                          | Datering  | Type       | Verblijfplaats                           | Afbeelding |
| ---------------------------------------------- | --------- | ---------- | ---------------------------------------- | ---------- |
| Landschap met herdersvolk en vee               | 1660-1690 | Schilderij | Rijksmuseum Amsterdam, Amsterdam         |            |
| Landschap met vechtende stieren                | 1660-1690 | Schilderij | Rijksmuseum Amsterdam, Amsterdam         |            |
| Landschap met dieren                           | 1660-1690 | Schilderij | Museum Boijmans Van Beuningen, Rotterdam |            |
| Landschap met herders en vee bij een graftombe | 1660-1690 | Schilderij | Rijksmuseum Amsterdam, Amsterdam         |            |
| Landschap                                      | 1670-1679 | Schilderij | Hermitage, Sint-Petersburg               |            |
| Landschap met herder en vee                    | 1675-1685 | Schilderij | Rijksmuseum Amsterdam, Amsterdam         |            |

- Biografisch Portaal: 30535451
- Digitale Bibliotheek voor de Nederlandse Letteren: berg157
- Gemeinsame Normdatei: 138573581
- KulturNav: 546ab116-281d-4ba9-9c5e-16486e8dc125
- RKD-Nederlands Instituut voor Kunstgeschiedenis: 7086
- Union List of Artist Names: 500014606
- Virtual International Authority File: 306063454